# Avant-garde des libertés
L'Avant-garde des libertés (ou AGL en abrégé), connue sous les appellations Talaie El Houriat ou Talaie El Hourriyet dans les organes de presse algériens francophones, est un parti politique algérien d'inspiration islamo-nationaliste fondé par Ali Benflis et Azouz Nasri.

## Histoire
Le 19 avril 2014, Ali Benflis annonce la création de l'Avant-garde des libertés (abrégé en AGL), un parti politique algérien islamo-nationaliste. Le 13 juin 2015, lors de son congrès constitutif, Ali Benflis est élu président du parti. Azouz Nasri est cofondateur et membre du bureau politique d'Avant-garde des libertés .
Le 8 septembre 2015, le ministère de l'Intérieur accorde l'agrément officiel à l'AGL,.
En 2017, lors des élections municipales algériennes, l'AGL remporte 5 sièges. En revanche, le parti décide de boycotter les élections législatives de 2017.
En 2019, Ali Benflis se présente à l'élection présidentielle algérienne et obtient 10,55% des voix, ce qui le place en troisième position. Il annonce sa démission de la présidence de l'AGL après avoir pris acte de sa défaite. Le 28 décembre 2019, il démissionne officiellement de son poste et décide de quitter la vie politique.
Abdelkader Saâdi devient président intérimaire de l'AGL après la démission d'Ali Benflis. En juillet 2020, Ahmed Adimi, porte-parole du parti, démissionne en désaccord avec les pratiques du parti.
En mars 2021, lors d'une session extraordinaire du comité central (CC) du parti, les détracteurs d'Abdelkader Saâdi décident de le destituer et annoncent la création d'une « instance présidentielle chargée de la gestion des affaires du parti » présidée par M. Reda Benouenane ,,.
Le 17 mars 2021, le président de l'instance chargée de la gestion du parti, Reda Benouenane, annonce la participation de l'AGL aux élections législatives du 12 juin 2021. Reda Benounane est élu président du parti le 5 mars 2022.

## Secrétaire général
| Nom              | Date du début | Date de la fin |
| ---------------- | ------------- | -------------- |
| Ahmed Attaf      | 2014          | 2017           |
| Abdelkader Saadi | 2019          | 2021           |
| Reda Bounouane   | 2021          | -              |